# Gruvrätt
Gruvrätt kallades specialdomstolar för korporationerna vid gruvorna vid Sala silververk och Falu kopparverk. De hade både dömande makt (för lindriga brott) och tillsyn över bergsbruket. Mål mot allmän lag dömdes i stället av häradsrätterna eller rådhusrätterna, som underrätter. Därmed hade korporationen vid dessa gruvor både hovrätten och Bergskollegium som överrätt, beroende på mål.

## Sala
Gruvrätten i Sala silvergruva nämns i bergslagets privilegier från 1512, och skulle enligt densamma både ha judiciella och förvaltningsmässiga funktioner. Dess jurisdiktion var begränsad till gruvans område, medan svårare brott dömdes enligt stadsrätten, ett förhållande som ofta ledde till konflikter, eller vid Bergskollegiet. Från 1500-talet bestod gruvrätten av tolv ledamöter ("de äldste" eller "de edsvurne"), och som dess ordförande växlade gruvfogden, åldermannen och bergmästaren. Nämndemännens syssla var inte eftertraktad, och på 1700-talet minskade antalet till sex.
I Gustav II Adolfs bergsordning för Sala av 1 maj 1624 skulle gruvrätten utgöras av bergmästaren och tolv rådmän, vilka "på grufveting alla saker bruket och grufvan angående uptaga, skärskåda och dömma skola". Gruvrätten började hålla regelbundna ting en gång i veckan, från 1652, och då alltid med bergmästaren som ordförande.
Mål som avgjordes i gruvrätten var framför allt silverstölder, dryckenskap under arbetstid, slagsmål under arbetstid, och försummelser i arbetet. Straff som gruvrätten kunde utdöma var böter, halsjärn, kista (fängelse på vatten och bröd), gatlopp och trähästen. Brott som föranledde dödsdomar hänsköts till andra domsinstanser.
Gruvrätten i Sala upphävdes i sin helhet 1853 och ersattes med en bergslagstyrelse, sedan bergstingsrätternas och gruvrätternas i Sala och Falun domsrätt genom kunglig förordning 5 juni 1850 överflyttats på de allmänna domstolarna.

## Stora Kopparberget
Stora Kopparberget låg geografiskt sett i Falun, men hade sin egen rättsliga struktur under bergslagarna och gällde korporationen som arbetade med bergsbruk, inte något fast avgränsat territorium. Det äldsta bevarade bergsprivilegiet för Stora Kopparberg är från 24 februari 1347 av kung Magnus Eriksson. Där stadgades att gruvrätten för kopparbergsmännen skulle bestå av bergsfogden som ordförande och en menighetsstyrelse, som hade att döma i förvaltningsärenden och sådant som handlade om bergsbruket, medan brott mot allmänna lagar dömdes i häradsrätten. Gruvrätten hade ett eget fängelse (vatten och bröd). Menighetsstyrelsen utgjordes av fjorton rådmän, vilka utsågs av bergsmännen. Av dessa utsågs, under medeltiden, två till bergmästare. Gruvrätten hade att se till att ingen bar vapen, att ingen sammanslutning liknande fackförening bildades, att dryckenskap inte förekom och att döma stöld. På 1500-talet ersattes bergsfogden med en kunglig fogde, varigenom staten skaffade sig en större beslutsrätt över Stora Kopparberget. På 1600-talet uppgick häradsrätten och gruvrätten periodvis i varandra.
När Falun blev stad 1641 uppstod rättsliga konflikter mellan borgarna där och bergsmännen. Den korporativa rätten föreslogs då för första gången bli territoriell, men tvisten löstes genom att domstolarna fick döma i olika slags mål. Gruvrätten fick inte döma i dråp som begåtts i gruvorna, utan sådana frågor överfördes på häradsrätten och rådhusrätten. 1683 överfördes hyttorna till gruvrättens jurisdiktion. 1621 övertog en bergmästare fogdens dömande roll och blev chef över gruvan. I gruvrätten hade denne en skrivare och 24 bisittare ("de äldste") som skulle rannsaka i mål och förvalta gruvan. Mot slutet av 1600-talet ingick geschwornern i gruvrätten. 1637 blev bergmästaren kunglig (utnämnd av staten). Gällande lag var de gruvartiklar som utfärdades av regenten.
1649 års gruvartiklar för Stora Kopparberget fastslog i §44 att gruvting skulle hållas en gång i veckan, och bestå av bergmästaren och 24 äldste. Paragraferna fastslog att om något satte sig emot bergsfogden eller annan som lydde under Bergskollegium eller gjorde rotenskap så skulle dömas enligt Konung Eriks gårdsrätt kap 23 (halshuggning), om någon knuffade ner någon i gruvan så den dog skulle dömas enligt Dråpmålabalken, slagsmål i eller vid gruvan förbjöds, svordomar och att inte tacka Gud bötfälldes och straffades första resan med vatten och bröd, och om malm upptogs olovligen från gruvan straffades den skyldige med gatlopp. Bergsmän och de som ägde gruvandelar straffades med dubbelt så höga böter som arbetskarlar till exempel vid stöld från någons bod eller stöldinbrott i hemmet, varvid bergsmannen eller den som ägde gruvandel också förlorade sitt hemman eller egendom.
Gruvrätten var en av de första i Sverige att utdöma kroppslig bestraffning, detta i disciplinmål, och gatlopp, straff som tidigare var bekanta från krigsrätten. Annars förekom böter och kistan (kort fängelsestraff på vatten och bröd). I ett fall med en man som inte hörde till gruvan, dömde gruvrätten till knektutskrivning. De vanligaste brotten var stöld av malm, underlåtelse av arbetsuppgift, brott mot arbetsanvisning och slagsmål.
Gruvrätten kvarblev till 1853, då den i egenskap av specialdomstol avskaffades. Detta var en rättslig reform som i liberal anda syftade till att utplåna ståndssamhället och göra alla lika inför lagen.

## Om asylrätt
Det var svårt att få arbetare till bergsbruket. Kungamakten införde redan år 1340 genom ett privilegiebrev till Västra Berget. 
Asylrätten eller bergsfriden som den också kallades innebar att dömda brottslingar gavs frid vid berget förutsatt att de ville arbeta för sitt uppehälle.